# برنارد كليري
برنارد كليري هو سياسي كندي، ولد في 8 مايو 1937 في ماشتوياتش في كندا، وتوفي في 27 يوليو 2020 في Charny, Quebec ‏ في كندا. نشط حزبياً في الكتلة الكيبيكية. وقد انتخب عضو مجلس العموم الكندي عن دائرة Louis-Saint-Laurent (electoral district) ‏ وقد انضم خلال فترته النيابية ‏ للكتلة البرلمانية الكتلة الكيبيكية.